# Jag ringer dej
"Jag ringer dej" är Niklas Strömstedts debutsingel, utgiven 1980 på det EMI-ägda skivmärket Parlophone.
Jag ringer dej producerades av Lasse Lindbom. Medverkande musiker var Strömstedt (piano, orgel, sång), Lindbom (sång, bas), Janne Anderson (elgitarr), Nane Kvillsäter (elgitarr) och Ingemar Dunker (trummor). Singeln nådde inga listframgångar.

## Låtlista
Sida A
1. "Jag ringer dej" – 3:21

Sida B
1. "Snön är vit" – 3:11

## Medverkande
- Janne Anderson – elgitarr
- Ingemar Dunker – trummor
- Nane Kvillsäter – elgitarr
- Lasse Lindbom – sång, bas, producent
- Niklas Strömstedt  – piano, orgel, sång